# Angelo Ciocca
Angelo Ciocca (ur. 28 czerwca 1975 w Pawii) – włoski polityk i samorządowiec, deputowany do Parlamentu Europejskiego VIII i IX kadencji.

## Życiorys
Prowadził własną działalność gospodarczą w branży usługowej. Został działaczem Ligi Północnej. W latach 2001–2010 był asesorem w administracji miejskiej San Genesio ed Uniti, a od 2006 do 2010 również w administracji prowincji Pawia. W 2010 i 2013 wybierany na radnego regionu Lombardia.
Bez powodzenia w 2014 z listy LN kandydował do Europarlamentu. Mandat eurodeputowanego VIII kadencji objął jednak w lipcu 2016, zastępując zmarłego Gianlucę Buonanno. Dołączył do frakcji Europy Narodów i Wolności. W 2019 został wybrany na kolejną kadencję Parlamentu Europejskiego.